# Los cuatro elementos (Arcimboldo)
Los cuatro elementos es una serie de pinturas del artista italiano Giuseppe Arcimboldo realizadas en 1566, durante el Renacimiento. Le fueron encargadas por Maximiliano II, emperador del Sacro Imperio Romano Germánico. Los retratos representan el perfil de rostros formados por diversos objetos o animales. La tierra está representada por animales terrestres; El aire, por aves; El agua, por criaturas marinas; El fuego, por cañones y maderas en llamas. Esta serie intenta expresar la armonía del caos, con animales salvajes que forman fisonomías distintas. También ensalza a Maximiliano, sugiriendo que es un gobernante que controla incluso a los cuatro elementos primarios. 

## Fondo histórico
Después de enseñar en Milán, Arcimboldo se trasladó a Viena y se convirtió en el pintor de corte de los Habsburgo. Tuvo conocimiento de animales exóticos y locales, porque en ese tiempo, Praga era un centro cultural, con criaturas exóticas como el león y el elefante que provenían de todo el mundo.

## Interpretación
La serie Los cuatro elementos está relacionada con la serie de Las cuatro estaciones, también de Arcimboldo. El poema de Giovanni Battista Fonteo que acompaña a esta serie describe los vínculos entre la serie de la siguiente manera:
«El verano es caluroso y seco como el fuego. El invierno es frío y húmedo como el agua. El aire y la primavera son cálidos y húmedos y el otoño y la tierra son fríos y secos.»
Las tablas también se pueden mirar con un segundo nivel de lectura. Las obras de Arcimboldo tienen a menudo una dimensión alegórica o un significado oculto secundario. Así el fuego puede ser considerado como una alegoría del poderío militar del Sacro Imperio Romano Germánico.

## Descripción

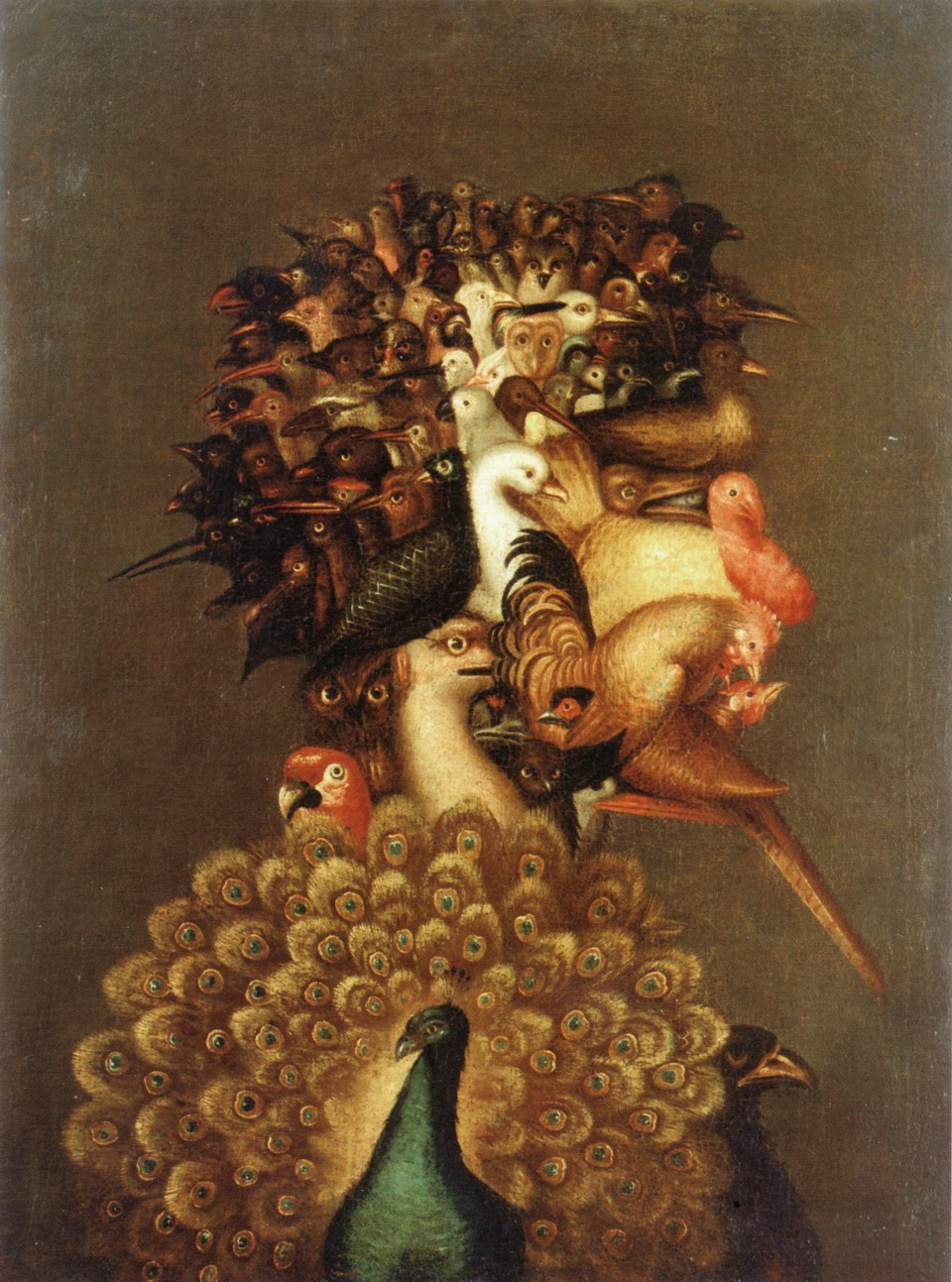
El aire.

El aire, cuadro perdido, solo conocido por la copia que se conserva en una colección privada, muestra una cornucopia de pájaros pequeños, que se combinan para crear una flaca cara masculina, entre ellos hay cisnes, búhos y guacamayos. La mayoría de los pájaros es sólo parcialmente visible, lo que permite al artista crear la cara y cabello. El cuerpo está formado por un pavo real; la perilla es la cola de un faisán, y un pato forma los párpados. El águila y el pavo real son referencias a la dinastía Habsburgo. Giuseppe incluyó esta referencia para complacer a sus patronos y formar un vínculo permanente entre la pintura y los Habsburgo.

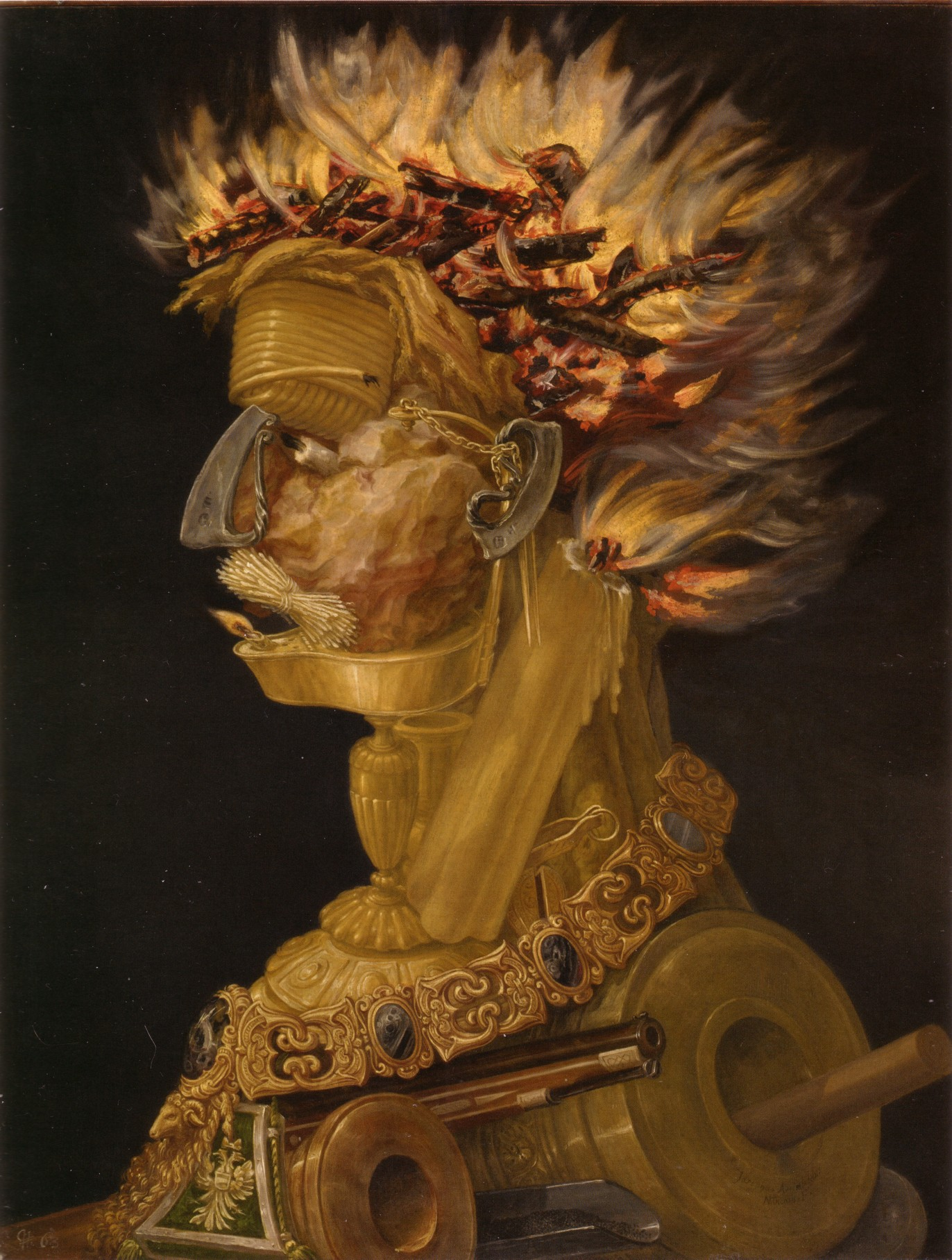
El fuego.

A diferencia de los otros, El fuego está formado por objetos inanimados. El pedernal y el acero forman la nariz y la oreja. Maderas ardiendo crean una corona de cabello resplandeciente. Arcimboldo usa pistolas para crear la parte principal del cuerpo. El fuego tiene una mayoría de referencias a la dinastía Habsburgo. El vellocino de oro cuelga delante del cuerpo, el cual es una referencia a la más importante Orden de caballería. La doble águila, un símbolo del Sacro Imperio Romano Germánico, adorna orgullosamente el broche del torso. Los dos grandes cañones se refieren a la fuerza de los ejércitos de los Habsburgo en su guerra contemporánea con los turcos.

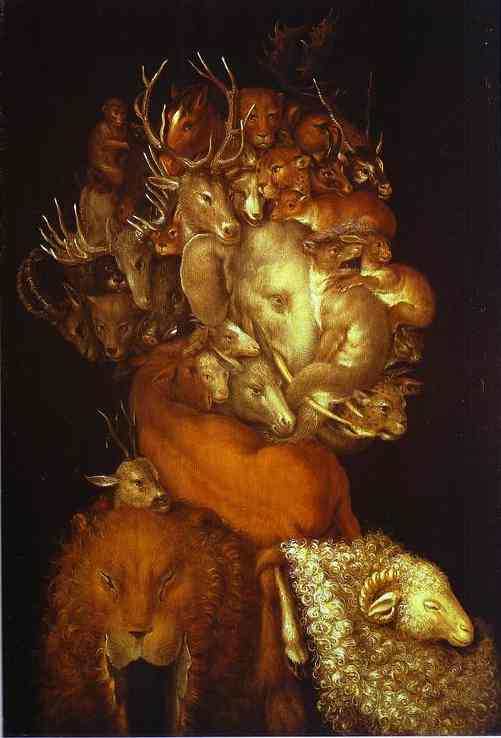
La tierra.

La tierra es quizás la más hábil combinación de animales terrestres, retorcidos para crear una fuerte y gruesa cara. Criaturas astadas rodean la cabeza, formando una corona. Un elefante crea la mejilla y la oreja, mientras un lobo, que come un ratón, forma el párpado y la pupila. Una vaca entera recostada de espaldas representa el cuello. Como su perilla, el león y el vellocino son de nuevo referencias a la dinastía Habsburgo.

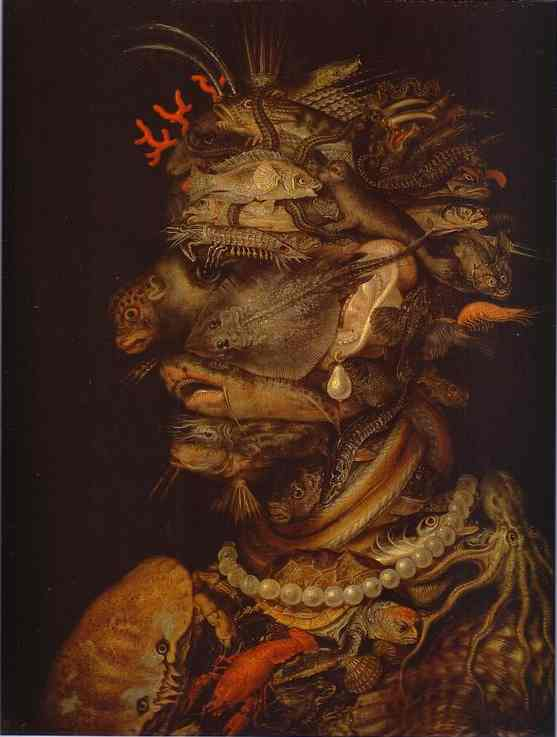
El agua.

El agua muestra las descripciones más realistas. Un caótico desorden de criaturas marinas forman la cara de una mujer. Su pecho es un cangrejo, una tortuga marina y una langosta, que junto con un pulpo, forman su hombro. Los animales que componen su cabeza son oscuros, pero se ve una corona clara, formada por las espinas de la parte trasera de un pez, y largos trozos de coral. Casi parece fuera de lugar un collar de perlas alrededor del cuello, enmarcando su cara. Lleva, asimismo, un pendiente de perlas.